# Джованні Беттоло
Джованні Беттоло (італ. Giovanni Bettolo, 25 травня 1846, Генуя - 7 квітня 1916, Рим) - італійський адмірал та політик. Начальник генерального штабу ВМС Італії протягом 1896-1898 та 1907-1911 років, міністр військово-морських сил Італії потягом 1899-1900 років. 

## Біографія
Джованні Беттоло народився 25 травня 1846 року в Генуї. У 1863 році вступив до Військово-морської школи в Генуї, яку закінчив у 1866 році за фахом інженерії у званні гардемарина. Того ж року брав участь у битві біля Лісси на борту броненосця «Прінчіпе ді Каріньяно». Отримавши звання молодшого лейтенанта, ніс службу на борту фрегата «Прінчіпе Умберто». У 1872 році отримав звання лейтенанта, ніс службу на борту «Прінчіпе ді Каріньяно», потім протягом 1873-1874 років - на борту броненосця «Мессіна».
Після поразки у битві біля Лісси в італійському флоті проходила реорганізація та модернізація. У 1879 році Джованні Беттоло, який був прихильником використання артилерії великих калібрів, написав тритомну книгу «Теоретичний і практичний підручник з морської артилерії» (італ. Manuale teoretico pratico di artiglieria navale), яка викликала широкий резонанс і була перекладена німецькою мовою. Бенедетто Брін, що у той час був президентом Комітету розробки військових кораблів, а згодом міністром військово-морських сил, оцінив ідеї Джованні Беттоло і призначив його своїм радником.  
Протягом 1880-1881 років Джованні Беттоло служив на броненосці «Кайо Дуіліо». У 1887 році отримав звання капітана II рангу, з 1888 року командував крейсером «Тріполі», далі ніс службу на броненосці «Італія».
Пізніше був заступником начальника штабу Активної ескадри, потім був переведений до міністерства військово-морських сил, де був членом Комітету розробки військових кораблів.
У 1890 році отримав звання капітана I рангу, командував новим лінкором «Ре Умберто».
Отримав звання контрадмірала і протягом 1896-1898 років був начальником генерального штабу ВМС Італії. У 1897 році на борту броненосця «Франческо Морозіні» здійснив похід у східне Середземномор'я у складі Міжнародної ескадри, яка втрутилась у повстання греків Криту проти панування Османської імперії.
Протягом 1900-1903 років командував Військово-морською академією в Ліворно. З 1904 по 1906 рік командував дивізіоном кораблів з флагманським кораблем «Енріко Дандоло».
З 1890 року і до самої смерті Джованні Беттоло обирався депутатом 8 скликань італійського парламенту. Тричі був міністром військово-морських сил: у 1899-1900 роках в уряді Луїджі Пеллу, у 1903 році в уряді Джузеппе Дзанарделлі і 1909-1910 роках в уряді Сіднея Сонніно. На цих посадах добивався виділення фінансування для будівництва нових кораблів.
У 1906 році отримав звання віцеадмірала та командував Військово-морським департаментом у Венеції. Протягом 1907-1911 вдруге був начальником генерального штабу ВМС Італії. У цей період будівництво нових кораблів для італійського флоту отримало потужний імпульс з огляду на міжнародну обстановку. Зокрема, був закладений лінкор «Данте Аліг'єрі» та три лінкори типу «Конте ді Кавур». 
Також була закладена низка менших кораблів.
У 1911 році вийшов у відставку. За заслуги перед Італією отримав титул графа. З 1912 по 1916 рік був президентом Морської ліги (італ. Lega navale).
Помер у Римі 7 квітня 1916 року.
Джованні Беттоло був автором низки винаходів та розробок, запроваджених у флоті, зокрема гоніометра, прицілу для торпед, а також методу посилення міцності броньованих плит. Також він був автором низки книг, присвячених різним аспектам впровадження нових технологій у військово-морському флоті.
На честь Джованні Беттоло названі вулиці та площі у низці міст Італії, зокрема у Римі, Таранто, Генуї.

## Нагороди
- Кавалер великого хреста Ордена Корони Італії
- Кавалер великого хреста Ордена Святих Маврикія та Лазаря